# Mixtura de distribucions de probabilitat

Figura 1. Funció de densitat d'una mixtura de tres distribucions normals (μ=5, 10, 15, σ=2) amb iguals pesos (1/3). Cada component es representa com una funció de densitat ponderada amb àrea igual a 1/3.

En probabilitat i estadística, una mixtura de distribucions de probabilitat o distribució mixtura o distribució barreja és una superposició de distribucions amb diferents formes funcionals o diferents paràmetres, en proporcions especificades. També es pot interpretar com la distribució de probabilitat d'una variable aleatòria que es deriva d'una col·lecció d'altres variables aleatòries de la següent manera: primer, una variable aleatòria es selecciona a l'atzar d'acord amb una certa probabilitat entre una família de variables aleatòries, i després es realitza el valor de la variable aleatòria seleccionada. O bé com una distribució que depèn d'un paràmetre que, al seu torn, segueix una distribució de probabilitat. Les variables aleatòries poden ser reals o vectorials, és a dir, vectors aleatoris, (tots amb la mateixa dimensió) i, en aquest cas, la distribució de la barreja és una distribució multivariant.
En els casos en què cadascuna de les variables aleatòries subjacents és contínua, la variable resultant també serà contínua. Quan hi ha un nombre finit o infinit numerable de distribucions, la funció de distribució (i la funció de densitat de probabilitat si existeix) es pot expressar com una combinació convexa (és a dir, una suma ponderada, amb pesos no negatius que sumen 1) d'altres funcions de distribució i funcions de densitat. Les distribucions individuals que es combinen per formar la mixtura s'anomenen components de la mixtura, i les probabilitats (o pesos) associades a cada component s'anomenen pesos de la mixtura o bé distribució de la mixtura o distribució latent. El nombre de components en una distribució de mixtura sovint es limita a ser finit, però també es poden considerar mixtures amb un nombre infinit numerable o no numerable de components.
Cal fer una distinció entre una variable aleatòria la funció de distribució o densitat de la qual és la suma d'un conjunt de components (és a dir, una mixtura de distribucions) i una variable aleatòria el valor de la qual és la suma dels valors de dues o més variables aleatòries; en aquest darrer cas, quan les variables són independents, la distribució de la suma ve donada per la convolució de les distribucions de les variables components; per exemple, la suma de dues variables aleatòries normals independents amb mitjanes diferents té una distribució normal. D'altra banda, una mixtura de dues distribucions normals amb mitjanes diferents tindrà dos pics (distribució bimodal), mostrant que aquesta distribució és radicalment diferent d'una distribució normal.
Les mixtures de distribucions sorgeixen en molts contextos de la literatura; concretament, de manera natural quan una població estadística conté dues o més subpoblacions. De vegades també s'utilitzen com a mitjà per representar distribucions no normals. L'anàlisi de dades sobre models estadístics que impliquen distribucions de mixtura es discuteix sota el títol de models de mixtura, mentre que el present article es concentra en les propietats probabilístiques i estadístiques simples de les mixtures de distribucions i com aquestes es relacionen amb les propietats de les distribucions subjacents.

## Mixtures finites i infinit numerables
Donat un conjunt finit o infinit numerable de funcions de distribució {\displaystyle F_{1}(x),F_{2}(x),\dots }, i pesos {\displaystyle w_{1},w_{2},\dots } , tals que {\displaystyle w_{i}\geq 0} i {\displaystyle \sum _{i}w_{i}=1}, la mixtura de distribucions o distribució mescla té per funció de distribució:{\displaystyle F(x)=\sum _{i}\,w_{i}\,F_{i}(x),}la qual és una combinació convexa de les funcions de distribució.
Si totes les distribucions són discretes, que prenen valors respectivament en els conjunts {\displaystyle S_{i}}, amb funcions de probabilitat {\displaystyle p_{i}}, aleshores la mixtura també és discreta amb funció de probabilitat {\displaystyle p(x)=\sum _{i}\,w_{i}\,p_{i}(x),\quad x\in \bigcup _{i}S_{i}.}
Si totes les distribucions tenen densitat, que designarem per {\displaystyle f_{1}(x),f_{2}(x),\dots }, aleshores la distribució mixtura té densitat donada per
{\displaystyle f(x)=\sum _{i}w_{i}\,f_{i}(x).}
Quan el nombre de components és finit, es diu que és una mixtura finita o una mescla finita; en moltes aplicacions, una referència a una mixtura acostuma a significar una mixtura finita.

## Mixtures de tipus continu
Quan el nombre de components és no numerable, la construcció de la mixtura té una similitud formal amb les mixtures anteriors, però substituint els sumatoris per integrals i els pesos per una distribució de probabilitat. Concretament, suposem que les funcions de distribució components tenen la mateixa forma funcional {\displaystyle F(x;\theta )} (també s'escriu {\displaystyle F(x\,|\,\theta )}) depenent d'un paràmetre {\displaystyle \theta \in \Theta }, on {\displaystyle \Theta \in \mathbb {R} ^{d}}(en rigor, {\displaystyle \Theta } és un conjunt de Borel de {\displaystyle \mathbb {R} ^{d}}). Suposem que tenim una distribució de probabilitat a {\displaystyle \Theta } donada per una funció de densitat {\displaystyle h(\theta )}. Aleshores la mixtura té funció distribució {\displaystyle F(x)=\int _{\Theta }F(x;\theta )\,h(\theta )\,d\theta .}Si les distribucions tenen funció de densitat {\displaystyle f(x;\theta )} (o {\displaystyle f(x\,|\,\theta )}, aleshores la mixtura té funció de densitat.{\displaystyle f(x)=\int _{\Theta }f(x;\theta )\,h(\theta )\,d\theta .\qquad (1)}Vegeu mes endavant l'exemple de la mixtura gamma-gamma. Vegeu també

## Interpretació en termes de variables aleatòries. Marginalització
Per simplificar l'exposició ens limitarem a comentar una mixtura finita. Anem a calcular la mixtura de les funcions de distribució {\displaystyle F_{1},\dots ,F_{n}} amb pesos {\displaystyle w_{1},\dots ,w_{n}}. Considerem una variable aleatòria {\displaystyle M} que prengui els valors {\displaystyle 1,\dots ,n} amb probabilitat {\displaystyle w_{1},\dots ,w_{n}}: {\displaystyle P(M=i)=w_{i},\quad i=1,\dots ,n.}D'altra banda, considerem {\displaystyle n} variables aleatòries, {\displaystyle X_{1},\dots ,X_{n}}, tals que {\displaystyle X_{i}} condicionada a {\displaystyle M=i} tingui funció de distribució {\displaystyle F_{i}}:
{\displaystyle P(X_{i}\leq t\,|\,M=i)=F_{i}(t),\quad i=1,\dots ,n.}Aleshores, pel teorema de les probabilitats totals, la funció de distribució (no condicionada) de {\displaystyle X} serà.{\displaystyle P(X\leq t)=\sum _{i=1}^{n}P(M=i)\,P(X_{i}\leq t\,|\,M=i)=\sum _{i=1}^{n}w_{i}F_{i}(t),}i per tant, coincideix amb la funció de distribució de la mixtura.
Aquest procediment s'anomena marginalització, ja que l'argument anterior correspon a calcular la distribució de {\displaystyle X} (distribució incondicional) com la distribució marginal de {\displaystyle X} a partir de la informació que tenim sobre el vector {\displaystyle (X,M)}. Llavors, si {\displaystyle X} té esperança finita podem escriure {\displaystyle E[X]=E{\big [}E[X\,\vert \,M]{\big ]}.}Alternativament, si {\displaystyle X} té distribució {\displaystyle F_{\theta }}  que depèn d'un paràmetre {\displaystyle \theta } el qual té distribució {\displaystyle H}, i designem per {\displaystyle G} la distribució mixtura, llavors s'escriu{\displaystyle E_{G}[X]=E_{H}{\big [}E_{F}[X\,\vert \,\theta ]{\big ]}.}O si la variable té moment de 2n. ordre, llavors {\displaystyle \operatorname {Var} _{G}(X)=\operatorname {E} _{H}{\bigl [}\operatorname {Var} _{F}(X\,|\,\theta ){\bigr ]}+\operatorname {Var} _{H}{\bigl (}\operatorname {E} _{F}[X\,|\,\theta ]{\bigr )}.}

## Càlcul de moments i funció característica
Per simplicitat considerarem el cas d'una mixtura amb densitats, però els resultats són generals. Sigui {\displaystyle f(x)=\sum _{i}w_{i}\,f_{i}(x).}Si tots els components tenen moment d'ordre {\displaystyle k}, aleshores la mixtura també i {\displaystyle \int _{-\infty }^{\infty }x^{k}f(x)\,dx=\sum _{i}w_{i}\int _{-\infty }^{\infty }x_{i}^{k}f(x)\,dx.}La funció característica de la mixtura, que designarem per {\displaystyle \varphi } , serà {\displaystyle \varphi (t)=\int _{-\infty }^{\infty }e^{itx}f(x)\,dx=\sum _{i}w_{i}\varphi _{i}(t),} on {\displaystyle \varphi _{i}} és la funció característica de la distribució corresponent a {\displaystyle f_{i}}.

## Exemples

### Mixtura de tres distribucions normals
Considerem tres distribucions normals, amb mitjanes {\displaystyle \mu _{1},\,\mu _{2}} i {\displaystyle \mu _{3}} , totes amb variància {\displaystyle \sigma }. Siguin {\displaystyle f_{1},\,f_{2}} i {\displaystyle f_{3}} les funcions de densitats respectives: {\displaystyle f_{i}(x)={\frac {1}{\sigma {\sqrt {2\pi }}}}\,e^{-(x-\mu _{i})^{2}/(2\sigma ^{2})},\quad i=1,2,3.}Considerem tres nombres {\displaystyle w_{1},w_{2},w_{3}\in (0,1)} , tals que {\displaystyle w_{1}+w_{2}+w_{2}=1}. Definim {\displaystyle f(x)=w_{1}f_{1}(x)+w_{2}f_{2}(x)+w_{3}f_{3}(x),\quad x\in \mathbb {R} .}Aleshores {\displaystyle f} és una funció de densitat que s'anomena mixtura de les distribucions {\displaystyle {\mathcal {N}}(\mu _{1},\sigma ),\,{\mathcal {N}}(\mu _{2},\sigma )} i {\displaystyle {\mathcal {N}}(\mu _{3},\sigma )} amb pesos respectius {\displaystyle w_{1},\,w_{2}} i {\displaystyle w_{3}}.
Si designem per {\displaystyle F_{i}} la funció de distribució corresponent a la densitat {\displaystyle f_{i}} , aleshores tenim que la funció de distribució corresponent a la densitat {\displaystyle f} és {\displaystyle F(x)=p_{1}F_{1}(x)+p_{2}F_{2}(x)+p_{3}F_{3}(x).}Vegeu la Figura 1 per un exemple amb {\displaystyle \mu _{1}=5,\,\mu _{2}=10,\,\mu _{3}=15,\ \sigma =2\ {\rm {{i}\ w_{1}=w_{2}=w_{3}=1/3}}}.

### Distribució de Poisson composta
Considerem una successió {\displaystyle Y_{1},\,Y_{2},\dots } de variables aleatòries independents, totes amb la mateixa distribució; designem per {\displaystyle F_{Y}} la funció de distribució comuna. Definim{\displaystyle {\begin{aligned}S_{0}&=0,\\S_{n}&=Y_{1}+\cdots +Y_{n},\ n\geq 1.\end{aligned}}}La successió {\displaystyle S_{0},\,S_{1},\dots } s'anomena una passejada aleatòria (en aquest cas surt de 0). D'altra banda, sigui {\displaystyle N} una variable aleatòria de Poisson de paràmetre {\displaystyle \lambda >0} independent de {\displaystyle Y_{1},\,Y_{2},\dots } La variable aleatòria {\displaystyle X=S_{N}} s'anomena distribució de Poisson composta (Compound Poisson distribution) (Nota: alguns autors també suposen que {\displaystyle P(Y_{1}=0)=0} ). La seva funció de distribució, que designarem per {\displaystyle F_{X}} , es calcula mitjançant el teorema de les probabilitats totals i la independència entre {\displaystyle N} i {\displaystyle Y_{1},\,Y_{2},\dots }: {\displaystyle F_{X}(t)=P(X\leq t)=\sum _{k=0}^{\infty }P(S_{N}\leq k\,|\,N=k)\,P(N=k)=\sum _{k=0}^{\infty }P(S_{k}\leq k\,|\,N=k)\,P(N=k)=e^{-\lambda }\,\sum _{k=0}^{\infty }F_{k}(t)\,{\frac {\lambda ^{k}}{k!}},}on {\displaystyle F_{k}} és la funció de distribució de {\displaystyle S_{k}}, que és {\displaystyle F_{k}(t)=F_{Y}^{*k}(t),}on {\displaystyle *} denota el producte de convolució. Per tant, identifiquem una distribució de Poisson composta com una mixtura amb un nombre infinit numerable de components.
Si designem per {\displaystyle \varphi _{Y}} la funció característica comuna de {\displaystyle Y_{1},\,Y_{2},\dots }, i per {\displaystyle \varphi _{X}} la de {\displaystyle X}, aleshores, pel teorema de les esperances totals i la independència entre {\displaystyle N} i {\displaystyle Y_{1},\,Y_{2},\dots },{\displaystyle {\begin{aligned}\varphi _{X}(t)&=E{\big [}e^{itX}{\big ]}=\sum _{k=0}^{\infty }E(e^{itS_{N}}\,|\,N=k)\,P(N=k)\\&=\sum _{k=0}^{\infty }E{\big [}e^{itS_{k}}{\big ]}\,P(N=k)=e^{-\lambda }\,\sum _{k=0}^{\infty }{\big (}\varphi _{Y}(t){\big )}^{k}\,{\frac {\lambda ^{k}}{k!}}=e^{\lambda (\varphi _{Y}(t)-1)}\end{aligned}}}Per exemple, si {\displaystyle Y_{1},Y_{2},\dots } tenen una distribució logarítmica de paràmetre {\displaystyle \alpha \in (0,1)}, amb funció de probabilitat {\displaystyle P(Y_{n}=j)={\frac {b\,\alpha ^{j}}{j}},\quad j=1,2,\dots ,}on {\displaystyle b=-1/\log(1-\alpha )}, que té funció característica {\displaystyle \varphi _{Y}(t)={\frac {\log(1-\alpha e^{it})}{\log(1-\alpha )}},}aleshores la distribució composta de Poisson amb amb aquesta distribució té funció característica {\displaystyle \varphi _{X}(t)=\exp {\Big \{}\lambda {\Big (}{\frac {\log {\big (}1-\alpha e^{it}{\big )}}{\log(1-\alpha )}}-1{\Big )}{\Big \}}={\bigg (}{\frac {1-\alpha }{1-\alpha e^{it}}}{\bigg )}^{-\lambda /\log(1-\alpha )}.}Per tant, reconeixem una distribució binomial negativa amb paràmetres {\displaystyle p=1-\alpha } i {\displaystyle r=-\lambda /\log(1-\alpha )} . (Nota. la distribució binomial negativa habitual es defineix per a {\displaystyle r} un nombre enter estrictament positiu (el nombre d'èxits especificat), però es pot estendre a qualsevol real estrictament positiu {\displaystyle r>0}).

### Mixtura gamma-gamma
En aquest exemple de Dubey es considera una distribució gamma on el seu paràmetre d'escala inversa també té una distribució gamma. Considerem una distribució gamma amb paràmetre d'escala {\displaystyle 1/\gamma }, amb {\displaystyle \gamma >0} (també es diu que {\displaystyle \gamma } és el paràmetre d'escala inversa), i paràmetre de posició {\displaystyle \alpha >0} , amb funció de densitat (es tracta com una densitat condicionada){\displaystyle f(x;\gamma )={\frac {\gamma ^{\alpha }\,x^{\alpha -1}e^{-\gamma x}}{\Gamma (\alpha )}},\quad x>0,}on {\displaystyle \Gamma (\alpha )} és la funció gamma d'Euler. Suposem que el paràmetre {\displaystyle \gamma } segueix una distribució gamma amb paràmetre de posició {\displaystyle 1/q} (amb {\displaystyle q>0} ) i paràmetre de posició {\displaystyle \beta >0}, amb funció de densitat 
{\displaystyle f(\gamma )={\frac {q^{\beta }\,\gamma ^{\beta -1}e^{-q\gamma }}{\Gamma (\beta )}},\quad \gamma >0.}Aleshores la funció de densitat de la mixtura és{\displaystyle f(x)=\int _{0}^{\infty }f(x;\gamma )\,f(\gamma )\,d\gamma ={\frac {x^{\alpha -1}\,q^{\beta }}{B(\alpha ,\beta )\,(x+q)^{\alpha +\beta }}},}on {\displaystyle B(\alpha ,\beta )} és la funció beta. Aquesta distribució és un cas particular d'una distribució beta prima que Dubey anomena distribució gamma composta (compound Gamma distribution).

### Definició formal general
Designem per {\displaystyle {\mathcal {B}}(\mathbb {R} ^{m})} la {\displaystyle \sigma }-àlgebra de Borel sobre {\displaystyle \mathbb {R} ^{m}} i per {\displaystyle (\Theta ,{\mathcal {H}})} un espai mesurable arbitrari. Una probabilitat de transició (també s'anomena nucli de Markov) de{\displaystyle {\big (}\Theta ,{\mathcal {H}})} en {\displaystyle {\big (}{\mathcal {\mathbb {R} }},B(\mathbb {R} ){\big )}} és una aplicació {\displaystyle p:\Theta \times {\mathcal {B}}(\mathbb {R} )\longrightarrow [0,1]}, tal que 
1. Fixat {\displaystyle \theta \in \Theta }, l'aplicació {\displaystyle {\begin{aligned}p(\theta ,\cdot ):{\mathcal {B}}&(\mathbb {R} )\longrightarrow [0,1]\\&B\longmapsto p(\theta ,B)\end{aligned}}}és una probabilitat.
2. Fixat {\displaystyle B\in {\mathcal {B}}(\mathbb {R} )}, l'aplicació {\displaystyle {\begin{aligned}p(\cdot ,B):&\Theta \longrightarrow [0,1]\\&\theta \longmapsto p(\theta ,B)\end{aligned}}}és mesurable.
Amb la mateixa definició, es pot canviar {\displaystyle \mathbb {R} } per {\displaystyle \mathbb {R} ^{m}} , o més en general, canviar {\displaystyle {\big (}{\mathcal {\mathbb {R} }},B(\mathbb {R} ){\big )}} per un espai mesurable arbitrari.
Amb les notacions anteriors, si {\displaystyle Q} és una probabilitat sobre {\displaystyle {\big (}\Theta ,{\mathcal {H}}{\big )}}, aleshores l'aplicació {\displaystyle {\big (}p\,Q{\big )}(B)=\int _{\Theta }p(\theta ,B)\,dQ(\theta ),\quad B\in {\mathcal {B}}(\mathbb {R} ),}és una probabilitat a {\displaystyle {\big (}{\mathcal {\mathbb {R} }},B(\mathbb {R} ){\big )}} que s'anomena mixtura de {\displaystyle p} amb {\displaystyle Q}.
En el cas que cada probabilitat {\displaystyle p(\theta ,\cdot )} tingui funció de densitat {\displaystyle f(x;\theta )} i {\displaystyle Q} tingui funció de densitat {\displaystyle h(\theta )}, aleshores la mixtura {\displaystyle p\,Q} també tindrà funció de densitat donada per la fórmula (1).